# مجید نورمحمدی
مجید نورمحمدی (انگلیسی: Majid Noormohammadi؛ زاده ۱۶ سپتامبر ۱۹۷۸) یک بازیکن فوتبال اهل ایران است.